# Betliar
Betliar és un poble i municipi d'Eslovàquia. Es troba a la regió de Košice, a l'est del país.

## Història
La primera referència escrita de la vila data del 1330.

## Demografia
| Godina             | 1994 | 2004   | 2014   | 2024   |
| ------------------ | ---- | ------ | ------ | ------ |
| Nombre de persones | 966  | 979    | 946    | 917    |
| Diferència         |      | +1,34% | −3,37% | −3,06% |

| Godina             | 2023 | 2024   |
| ------------------ | ---- | ------ |
| Nombre de persones | 914  | 917    |
| Diferència         |      | +0,32% |